# チョッパ制御

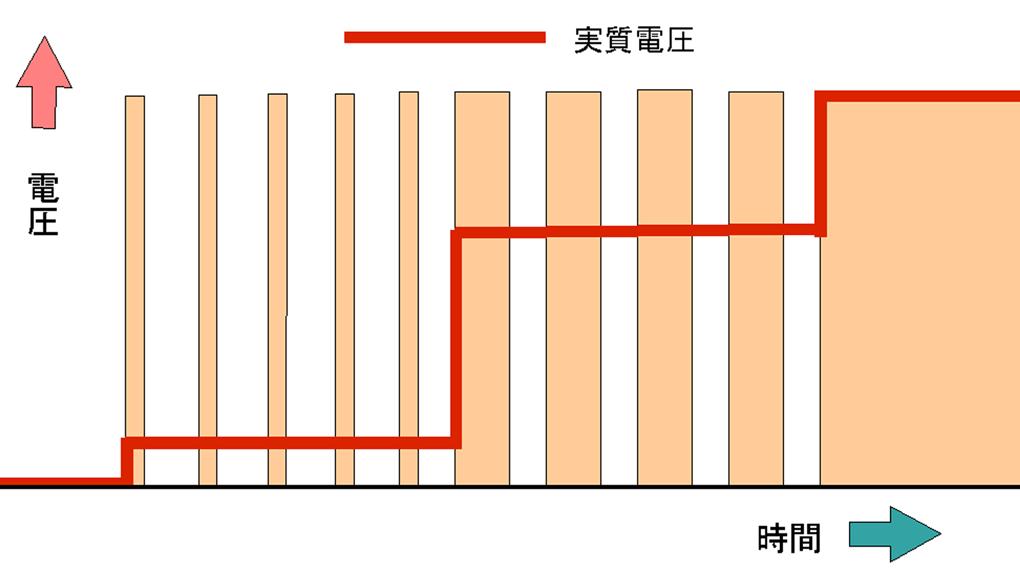
チョッパ制御概念図

チョッパ制御（チョッパせいぎょ）とは、電流のON - OFFを繰り返すことによって直流または交流の電源から、実効値として任意の電圧や電流（一般的には直流、交流の場合も含まれる）を擬似的に作り出す電源回路の制御方式である。「チョッパ」(chopper) とは英語で「切り刻むもの」の意であり、電流（電圧）を切り刻んでいるかのように制御している意味である。主に電車の主電動機の制御や直流安定化電源（ACアダプタ）等に用いられる。入力電圧より下げる制御を「降圧チョッパ」、スイッチング時に発生するスパイク電流を用いて入力電圧より上げる制御を「昇圧チョッパ」と呼ぶ。
- スイッチング

　直流入力直流出力の場合
- 整流器（コンバータ・順変換器）

　交流入力直流出力の場合
- 交流チョッパ

　交流入力交流出力の場合
とも言う。

## 概要
任意の電力を取り出す際に、抵抗制御やシリーズレギュレータでは、余分な電力を「熱」として捨てているのに対し、チョッパ制御では制御素子で電流を高速でON - OFFし、必要な電力だけを取り出すため、熱によるエネルギーの損失が少ない。制御素子にはサイリスタやパワートランジスタなどを用いる。
ON - OFFを繰り返すことからノイズが発生するため、安定化電源等では2次側にノイズフィルタを用いることが多い。
一般的なチョッパ制御回路では、出力電圧・電流などに応じてON時間とOFF時間の割合（デューティ比）を変化させ、負荷が変動しても安定した出力を得られるようになっている。
電子回路においては回路が複雑になるが、直流出力の製品では必要な部品を殆どワンパッケージ化したDC-DCコンバータや、スイッチング素子やチョークコイルなど数点の部品を追加するだけでチョッパ制御回路が実現できるICが発売されている。商用電源-直流出力の製品においてはスイッチングACアダプタなどとして、従来のトランス式電源回路を置き換えている。
ただしオーディオ・ビジュアル家電においては、スイッチングによるノイズを嫌って、あえて従来のトランスやシリーズレギュレータ等を用いた電源回路が採用される事がある。

## 鉄道車両におけるチョッパ制御
鉄道車両においては、加速時には降圧チョッパとして動作させ、速度に応じてON時間とOFF時間の割合（デューティ比）を増加させて平均電圧を上げていく。減速時は主回路を切替えた後に昇圧チョッパとして動作させ、回路の電圧を架線電圧より高めることで主電動機が発生させた電力を架線に流し、回生ブレーキを実現する。速度が落ちると主電動機から発生する電圧も低くなるため、やはりデューティ比を上げて常に架線電圧以上の電圧を確保する。このとき、架線電圧を大幅に上回ってしまわないよう、抵抗器や専用の降圧チョッパ（ブレーキチョッパ）を挿入してから架線に戻すこともある。装置によっては、雨などによって加速中に空転が発生した場合に、それを検知してデューティ比を一時的に下げて粘着性能を確保する機能も搭載されている。また、電圧を断続的に変化させ、それに応じた電流を直流電動機に流しているので、主電動機の性能上できるだけ直流に近い電流を流することが望ましいため、リアクトルと呼ばれるコイルを主電動機と直列に接続するほか、主電動機にフライホイールダイオードを逆並列に接続して、無加圧時（チョッパのOFFの時間）において、循環電流をリアクトルを介して主電動機との間に流すことにより、直流に近い電流としている。
1968年（昭和43年）、帝都高速度交通営団（営団地下鉄、2004年以降は東京地下鉄）千代田線の6000系1次試作車（電機子チョッパ制御）で初めて使われた。
国鉄201系電車で採用された電機子チョッパ制御は最も電流の大きい回路で使用されることから装置が大型、高価、誘導障害対策が必要なため量産採用されたのはかなり珍しい部類である。特に営団01系電車で採用された4象限チョッパ装置ではパワーブロックが2組必要でVVVFインバータ制御と大差無い機器構成のため、多くが増備の段階でVVVF方式に設計変更されているが、京都市交通局10系電車や東京都交通局10-000形電車のようにそのまま増備された例もある。ブラシのある直流電動機を使用するため、VVVF方式で使う各種交流電動機に比べて省メンテナンス性で劣る。そのため近年新車としてチョッパ制御を採用された電車は皆無に等しい。また、VVVFインバータ制御車において、列車密度が低い線区で回生制動を使用すると、電動機が発生させた電力が架線に流れず回生失効を起こす場合があるため、抵抗器を介した発電ブレーキ回路を構成してチョッパ制御を行うブレーキチョッパシステムを搭載している車両もある。
鉄道車両用装置はどの回路をスイッチングするかによってそれぞれ名称が異なる。詳しくは関連項目を参照されたい。